# アングロアメリカ

アングロアメリカ。より正確には、米州のうち英語が第1公用語の地域。

アングロアメリカ（Anglo-America）は、アメリカ州（米州）のうち、イギリスあるいはイングランドと歴史的・民族的・文化的・言語的なつながりが深い地域の名称。大まかに言えば、アメリカ合衆国とカナダからなる。これらの国々は、イギリスの旧領で、英語を公用語とし、イギリス系住民が（比較的）多く、プロテスタント系キリスト教徒が（比較的）多い。アングロアメリカはラテン系のスペインとポルトガルの旧領だったラテンアメリカとの対義語で使われる。
ここでの「アングロ」という接頭語は「イギリス（系）の」という意味で使われる言葉であり、「ラテン」という接頭語は「イベリア（系）の」、すなわちスペインとポルトガルに限定された意味で使われている。アメリカ合衆国では、アングロアメリカ人 (Anglo-American) という言葉は、イギリス系（イングランド系）住民という意味で使われることが多い。しかしアメリカ合衆国とカナダは今日ではイギリス系住民の割合はそれほど高くなく、アメリカ合衆国では26%、カナダでは28%を占めるにすぎない。

## 範囲
多くの場合、「アングロアメリカ」は「アメリカとカナダ」の意味で使われるが、違う範囲に定義されることもある。

### ケベック州
カナダのケベック州は古くはフランス領で、民族的・文化的・言語的にはラテン系に属するフランス系であるが、1763年のパリ条約以来イギリス領だったこともあり、ラテンアメリカではなくアングロアメリカに含められる。

### 米加以外の英語圏
広義には、以下の国と地域をアングロアメリカに含めることがある（アングロアメリカに含めない場合も、ラテンアメリカに含めるわけではない）。これらの国と地域はすべて、英語を公用語（少なくともその1つ）とする。
- 旧イギリス領の独立国 - アンティグアバーブーダ、バハマ、バルバドス、ベリーズ、ドミニカ国（イスパニョーラ島のドミニカ共和国とは異なる）、グレナダ、ガイアナ、ジャマイカ、セントクリストファー・ネイヴィス、セントルシア、セントヴィンセント・グレナディーン、トリニダード・トバゴ
- イギリス領 - アンギラ、バミューダ、フォークランド諸島、英領ヴァージン諸島、ケーマン諸島、モントセラト、サウスジョージア・サウスサンドウィッチ諸島、タークス・カイコス諸島
- アメリカ領 - プエルトリコ、米領ヴァージン諸島

プエルトリコはアメリカ領であるが、1898年のパリ条約までスペイン領であり、スペイン語が第一言語である（公式には英語と共に公用語の一つであるが住人のほとんどはスペイン語を話す）などスペイン系文化との結びつきが強く、ラテンアメリカに含めることが多い。
フォークランド諸島、サウスジョージア・サウスサンドウィッチ諸島以外は、イギリス系住民がほとんどいない（ほとんどの国でアフリカ系住民が大半を占める）。このことも、これらの国と地域がアングロアメリカとされないことが多い理由である。